# Aprostocetus asthenogmus
Aprostocetus asthenogmus är en stekelart som först beskrevs av James Waterston 1915.  Aprostocetus asthenogmus ingår i släktet Aprostocetus och familjen finglanssteklar. Inga underarter finns listade i Catalogue of Life.